# Giải thưởng Truyền hình Rồng Xanh lần 1
Lễ trao giải Truyền hình Rồng Xanh lần 1 (tiếng Hàn: 제1회 청룡 시리즈 어워즈) do Sports Chosun tổ chức, đã được diễn ra vào ngày 19 tháng 7 năm 2022, tại Paradise City, Incheon, bắt đầu lúc 7:00 tối KST. Sự kiện này là lễ trao giải đầu tiên nhắm vào các nội dung phim truyền hình trực tuyến ở Hàn Quốc. Nó được tổ chức bởi Jun Hyun-moo và Im Yoon-ah và được phát sóng trực tiếp thông qua LG Uplus và Naver Now trong khi sự kiện thảm đỏ được tổ chức bởi Jaejae.
Các đề cử được công bố vào ngày 6 tháng 7 năm 2022. Bộ truyện được sản xuất, đầu tư và phát hành từ ngày 1 tháng 5 năm 2021 đến ngày 30 tháng 4 năm 2022, đủ điều kiện để được đề cử. Ban giám khảo của Giải thưởng Dòng Rồng Xanh bao gồm sáu chuyên gia đã được xác minh. Để giảm khoảng cách giữa các chuyên gia và người xem nói chung, bình chọn của cư dân mạng cũng được phản ánh với tư cách là một giám khảo, và người chiến thắng (tác phẩm) được chọn dựa trên tổng số 7 phiếu bầu đó.
Squid Game nhận được số lượng đề cử cao nhất trong năm. D.P và Squid Game đã trở thành những chương trình chiến thắng nhiều nhất, mỗi chương trình giành được hai giải thưởng.

## Chiến thắng và đề cử
- Người chiến thắng được liệt kê đầu tiên và nhấn mạnh bằng chữ in đậm.[6]

| Chính kịch hay nhất | Chương trình giải trí hay nhất |
| - D.P. - Through the Darkness - Squid Game - Yumi's Cells - Political Fever | - Transit Love - SNL Korea - Seoul Check-in - Girls' High School Mystery Class - Play You |
| Nam diễn viên xuất sắc nhất | Nữ diễn viên xuất sắc nhất |
| - Lee Jung-jae – Squid Game - Jung Hae-in – D.P. - Lee Je-hoon – Move to Heaven - Kim Nam-gil – Through the Darkness - Im Si-wan – Tracer                                                       | - Kim Go-eun – Yumi's Cells - Kim Hye-soo – Juvenile Justice - Oh Yeon-seo – Mad for Each Other - Kim Sung-ryung – Political Fever - Han Hyo-joo – Happiness                                                                                              |
| Best Male Entertainer | Best Female Entertainer |
| - Kang Ho-dong – New Journey to the West Special Spring Camp - Shin Dong-yup – SNL Korea - Baek Jong-won – Baek Jong-won's Four Seasons - Yoo Jae-seok – Play You - Lee Yong-jin – Transit Love | - Celeb Five (Song Eun-i, Ahn Young-mi, Shin Bong-sun, Kim Shin-young) – Celeb Five : Behind the Curtain - Lee Hyori – Seoul Check-in - Jang Do-yeon – Girls' High School Mystery Class - Jaejae – Girls' High School Mystery Class - Yura – Transit Love |
| Nam diễn viên phụ xuất sắc nhất | Nữ diễn viên phụ xuất sắc nhất |
| - Lee Hak-joo – Political Fever - Son Seok-koo – D.P. - Ahn Bo-hyun – My Name - Yang Kyung-won – Một ngày nọ - Park Hae-soo – Squid Game                                                        | - Kim Shin-rok – Hellbound - Lee Jung-eun – Juvenile Justice - Keum Sae-rok – Tuổi trẻ của tháng Năm - Kim Joo-ryoung – Squid Game - Bae Hae-sun – Happiness                                                                                              |
| Nam diễn viên mới xuất sắc nhất | Nữ diễn viên mới xuất sắc nhất |
| - Koo Kyo-hwan – D.P. - Kang Daniel – Cảnh sát tập sự - Chang Ryul – My Name - Park Seo-ham & Park Jae-chan – Semantic Error - Lee Do-hyun – Tuổi trẻ của tháng Năm                             | - HoYeon Jung – Squid Game - Han So-hee – My Name - Won Ji-an – Hope or Dope - Park Ji-hu – Ngôi trường xác sống - Cho Yi-hyun – Ngôi trường xác sống |
| Best New Male Entertainer | Best New Female Entertainer |
| - Kai – New World - Jeong Hyuk – SNL Korea - Hanhae – Single's Inferno - Jung Chan-sung – Fighter Club - Lee Seung-yuop – Golf Battle: Birdie Buddies                                           | - Joo Hyun-young – SNL Korea - Lee Mi-joo – Learn Way - Lee Da-hee – Single's Inferno - Bibi – Girls' High School Mystery Class - Choi Ye-na – Girls' High School Mystery Class                                                                           |
| Popular Star Award | |
| - Jung Hae-in - Han Hyo-joo - Kang Daniel - Lee Yong-jin - Park Jae-chan - Park Seo-ham | |

### Chương trình truyền hình với chiến thắng nhiều nhất
| Thắng | Chương trình truyền hình | Chú thích |
| ----- | ------------------------ | --------- |
| 2     | D.P.                     |           |
| 2     | Squid Game               |           |

### Chương trình truyền hình với số đề cử nhiều nhất
| Đề cử | Chương trình truyền hình         | Chú thích |
| ----- | -------------------------------- | --------- |
| 5     | Squid Game                       |           |
| 4     | D.P.                             |           |
| 4     | SNL Korea                        |           |
| 3     | Girls' High School Mystery Class |           |
| 3     | My Name                          |           |
| 3     | Political Fever                  |           |
| 2     | Happiness                        |           |
| 2     | Juvenile Justice                 |           |
| 2     | Play you                         |           |
| 2     | Seoul Check-in                   |           |
| 2     | Single's Inferno                 |           |
| 2     | Through the Darkness             |           |
| 2     | Transit Love                     |           |
| 2     | Youth of May                     |           |
| 2     | Yumi's Cells                     |           |

## Trao giải và trình diễn

### Người trao giải
| Người trao giải                  | Giải thưởng                                               | Chú thích   |
| -------------------------------- | --------------------------------------------------------- | ----------- |
| Kim Young-dae and Roh Jeong-eui  | Best New Male Entertainer and Best New Female Entertainer | [ 7 ] [ 8 ] |
| Hwang Min-hyun                   | Best New Actor and Best New Actrees                       | [ 7 ] [ 8 ] |
| Park Hyung-sik and Kim Seol-hyun | Best Supporting Actor and Best Supporting Actress         | [ 7 ] [ 8 ] |
| Lee Hye-ri and Key               | Best Male Entertainer and Best Female Entertainer         | [ 7 ] [ 8 ] |
| Moon So-ri and Lee Se-young      | Best Actor and Best Actress                               | [ 7 ] [ 8 ] |
| Kang Ho-dong                     | Best Entertainment Program                                | [ 7 ] [ 8 ] |
| Jang Dong-gun                    | Best Drama                                                | [ 7 ] [ 8 ] |

### Trình diễn
| Ca sĩ | Trình diễn                                                               | Chú thích |
| ----- | ------------------------------------------------------------------------ | --------- |
| Gummy | "Remember Me" (기억해줘요 내 모든 날과 그때를) (Khách sạn ánh trăng OST) | [ 9 ]     |
| Hynn  | "The Lonely Bloom Stands Alone" (시든 꽃에 물을 주듯)                    | [ 9 ]     |